# Алоказия длиннолопастная
Алоказия длиннолопастная, или Алока́зия Корталза, или Алоказия Путцейза (лат. Alocasia longiloba) — многолетнее травянистое растение, вид рода Алоказия (Alocasia) семейства Ароидные (Araceae).

## Ботаническое описание
Травы от маленьких до обычно крепких, до 150 см высотой, вечнозелёные или с периодом покоя, корневищные.
Корневишне иногда раздутое и полуклубневидное.
Стебель удлинённый, вертикальный или полегающий, 8—60 см высотой, 2—8 см в диаметре, с остатками старых листьев и катафиллов.

### Листья
Листья часто по одному или иногда собранные в пучки из трёх листьев, снабжены ланцетовидными, чешуевидными, с фиолетовыми пятнами катафиллами, распадающимися на волокна. Черешки цилиндрические, 30—120 см длиной, гладкие, вложенные примерно на ¼ длины во влагалища, от фиолетово-коричневых до розовых и зелёных, часто с косыми шоколадно-коричневыми полосками. Листовые пластинки поникшие, стреловидно-копьевидные, часто узкотреугольные, от тёмно- до очень тёмно-зелёных сверху, зелёные или с фиолетовыми разводами снизу, часто с серо-зелёными главными жилками сверху, 27—85 см длиной, 14—40 см шириной, доли округлые до (5)10—30 % от их длины, острые; верхняя доля с 4—8 первичными боковыми жилками с каждой стороны, отклонёнными от центральной жилки примерно на 60—100°, с заметными осевыми желёзками снизу; вторичные жилки идут сначала под большим углом, затем отклоняются к краю; межпервичные жилки слабые, зигзагообразные, с тупыми углами.

### Соцветия и цветки
Соцветия единичные или парные, до четырёх пар в соцветии без листьев. Цветоножка 8—18 см длиной, напоминает черешки, сначала прямая, потом изогнутая, удлинённая, при созревании плодов прямая, снабжена большими катафиллами. Покрывало 7—17 см длиной, с перетяжкой в 1,5—3,5 см от основания. Трубка покрывала от яйцевидной до полуцилиндрической, зелёная, яйцевидная. Пластинка покрывала ланцетовидная, формы каноэ, продольно загнутая, 5,5—7,5 см длиной, вертикальная, согнутая после мужской фазы цветения, чешуйчатая, бледно-зелёная.
Початок несколько короче или почти равен покрывалу, 6—13 см длиной, на ножке; ножка беловатая, коническая, около 5 мм длиной. Женская цветочная зона цилиндрическая, 1—1,5 см длиной; завязь шаровидная, около 1,5—2 мм в диаметре, зелёная; рыльце белое, полусидячее или на тонком столбике около 0,5 мм длиной, остро и заметно трёх- или четырёхлопастное; лопасти точечные, более-менее раскидистые, белые. Стерильный промежуток 7—10 мм длиной, более узкий, чем репродуктивные зоны, сжатый в месте перетяжки покрывала; синандродии нижние часто с не полностью сросшимися тычинками, остальные удлинённо- ромбо-шестиугольные, плоско-усечённые. Мужская цветочная зона цвета слоновой кости, полуцилиндрическая, суженная в основании, 1,2—2,5 см длиной, 4,5—8 мм в диаметре; синандрии с 4—6 тычинками, более-менее шестиугольные, около 2 мм в диаметре. Придаток 3,5—9 см длиной, той же толщины, что и мужская зона, отграничен от неё слабым сжатием, полуцилиндрический, конусовидно сужающийся к вершине, от очень бледно-оранжевого до ярко-жёлтого.

### Плоды

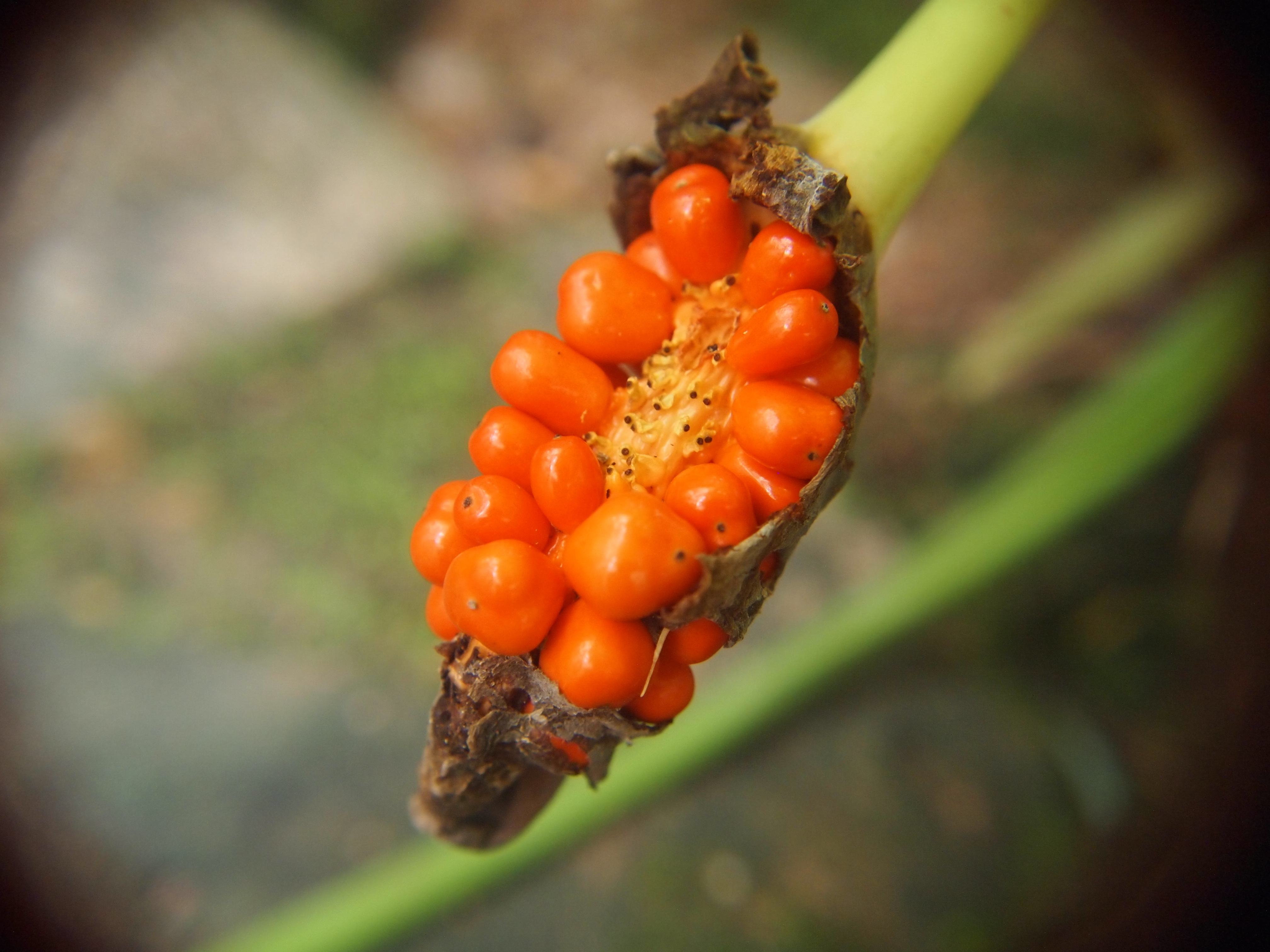

Плодоносящая зона яйцевидная, 4—7 см длиной, глянцевая, зелёного цвета. Плоды — оранжево-красные ягоды, шаровидно-эллипсоидные, около 1,5 см длиной, 0,75 см в диаметре.
Плодоносит в августе — октябре.

## Распространение
Растёт в Азии: Китай (Гуандун, Юньнань), Камбоджа, Лаос, Таиланд, Вьетнам, Борнео, Ява, Малайзия, Сулавеси, Суматра.
Растёт в тропических лесах, в болотистых местах и на истощённых склонах, на скалах, на высоте 100—(500)1000 м над уровнем моря.